# Знаменский монастырь (Ляховка)
Зна́менский же́нский монасты́рь — действующий женский монастырь, Симбирской епархии Симбирской митрополии Русской православной церкви, расположенный в селе Ляховка Майнского района Ульяновской области России.

## История

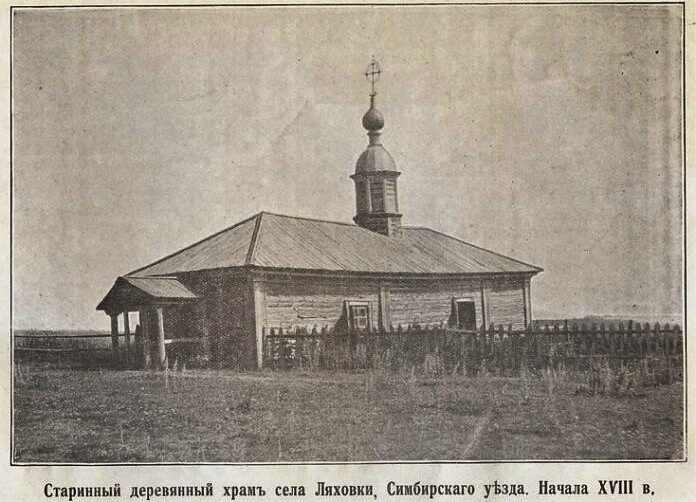
Старинный храм в Ляховке на фотографии 1910-х годов.

В 1703 году (по другим данным — 1705) усердием помещика коллежского асессора Захара Петровича Евлашева в Ляховке был построен деревянный, без колокольни, храм с престолом в честь иконы Знамения Пресвятые Богородицы. Храм был срублен из массивных дубовых брёвен, простоял более 200 лет и в 1922 году из-за ветхости был разобран.
Историки считают, что именно в этом храме крестили известного русского историка и писателя Н. М. Карамзина, жившего в соседнем селе Карамзинка.
В 1830 году княгиней Елизаветой Ростиславовной Вяземской (жена С. С. Вяземского, дочь Р. Е. Татищева), был построен каменный храм, с престолом в честь Нерукотворного образа Христа Спасителя. Его постройкой руководил симбирский архитектор И. Н. Лизогуб, который использовал «образцовый» проект своего учителя — знаменитого архитектора Доменика Жилярди.
Спасский храм перед войной был закрыт, а в 1946 году вновь открылся. Настоятелем Богородично-Знаменской церкви, в 1960-х — 1970-х гг. был иерей Пётр, в монашеском постриге игумен Пантелеимон, с 1983 по 1985 год был протоиерей Владимир Быков.
В 2002 году рядом с храмом были расчищены родники, установлена часовня, ниже оборудована купель.
В 2005 году храм отметил своё 300-летие. К юбилею он полностью преобразился: был проведён ремонт храма, отреставрированы старинные иконы, были отлиты семь новых колоколов для звонницы.
В 2012 году архиепископ Симбирский и Мелекесский Прокл (Хазов) благословил открыть при приходе женскую монашескую общину. Руководство было возложено было на настоятеля храма иеромонаха Варсонофия (Беспалова).
17 декабря 2017 года в Знаменском храме села состоялось архиерейское богослужение.
24 марта 2022 году женская монашеская община, которая решением Священного Синода Русской Православной Церкви (Журнал № 27 Заседания Священного Синода Русской Православной Церкви от 24 марта 2022 года) была преобразована в женский монастырь в честь иконы Божией Матери «Знамение». Игуменьей назначена монахиня Клеопатра (Ефремова).
22 ноября 2022 года Митрополит Симбирский и Новоспасский Лонгин (Корчагин) совершил Великое освящение домового храма в честь иконы Божией Матери, именуемой «Скоропослушница», расположенного в сестринском келейном корпусе в Знаменском женском монастыре, и первую Божественную литургию в храме.
С 12 на 13 декабря 2023 года, в храме в честь Спаса Нерукотворного Знаменского женского монастыря, вспыхнул пожар.

## Храмы монастыря
- Храм в честь Спаса Нерукотворного (Объект культурного наследия России с 2018 г.)[7][23],
- Домовой сестринский храм в честь иконы Божией Матери «Скоропослушница»[23],
- Деревянный храм в честь иконы Божьей Матери «Знамение» (строится)[23].

## Святыни
В Знаменском храме есть несколько икон, написанных на Афоне: образ великомученика и целителя Пантелеимона, иконы Божией Матери «Иверская» и «Достойно Есть».
Почитаемый барельефный образ святителя Николая Можайского (XVIII век). Есть много других икон XVIII—XX веков. Жемчужина ляховской коллекции — икона «Глава святого Иоанна Предтечи», которая, по преданию, чудотворна и исцеляла людей. Покойная ряжская старица Матрона побывала в храме и подтвердила, что она чудотворная.

## Духовенство
- Игумения Клеопатра (Ефремова) — настоятельница Знаменского женского монастыря в селе Ляховка (с 2022)[24].
- Иеромонах Варсонофий (Беспалов) — старший священник, духовник сестёр Знаменского монастыря[25],
- Иеромонах Гордиан (Игонин)[25],
- Иеродиакон Антиох (Данилов)[25].

## Галерея

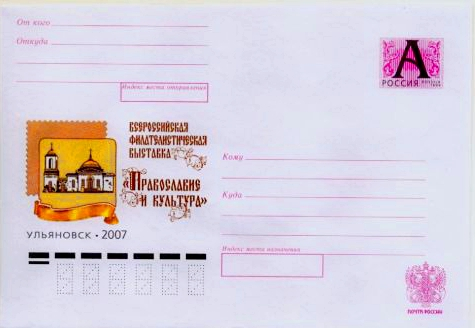
ХМК РФ, 2007. Всероссийская филателистическая выставка "Православие и культура". Храм в Ляховке.
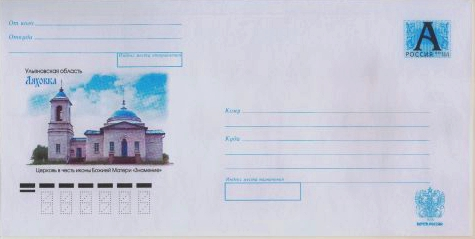
ХМК РФ, 2007 г. Ульяновская область. с. Ляховка. Знаменская церковь.